# Castratieangst

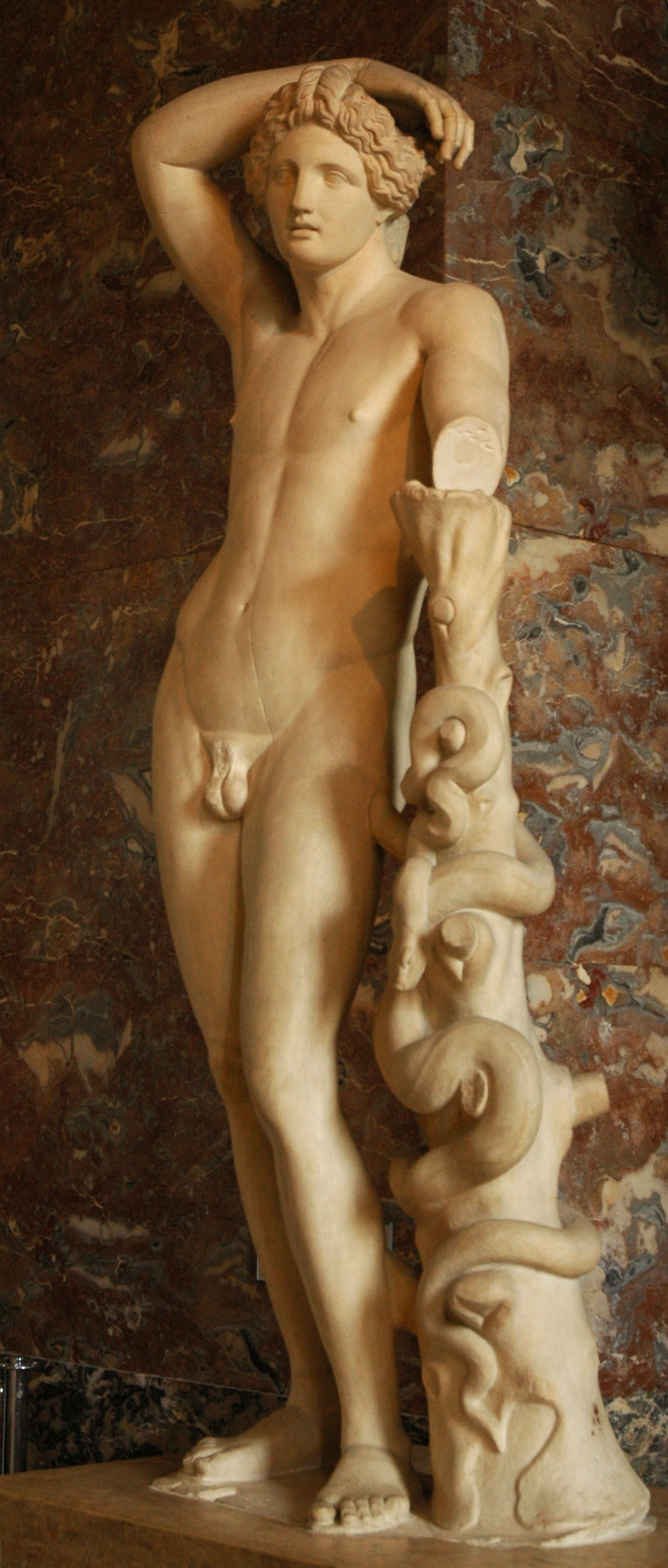
Een verminkt beeld van Apollo

Castratieangst is een fobie voor het verliezen van de mannelijke geslachtsdelen. Deze angst kan erg intens zijn en ook optreden als er geen echt gevaar voor castratie dreigt.
Castratieangst speelt een belangrijke rol in het werk van Sigmund Freud. Volgens zijn theorie treedt de angst op als onderdeel van het oedipuscomplex. Als een jongen voor het eerst wordt geconfronteerd met de geslachtsdelen van een meisje, veronderstelt hij dat de penis en teelballen zijn verwijderd (waarschijnlijk als straf) en wordt bang dat hetzelfde hem overkomt. Het besef van meisjes dat ze geen penis hebben heet volgens Freud penisnijd.